# Pulvinaria tyleri
Pulvinaria tyleri är en insektsart som beskrevs av Cockerell 1905. Pulvinaria tyleri ingår i släktet Pulvinaria och familjen skålsköldlöss.
Artens utbredningsområde är Filippinerna. Inga underarter finns listade i Catalogue of Life.